# Catagapetus
Genre
Catagapetus  est un genre d'insectes trichoptères de la famille des Glossosomatidae.

## Liste d'espèces
Selon ITIS:
- Catagapetus maclachlani Malicky, 1975
- Catagapetus nigrans McLachlan, 1884